# Islas Venecianas (Florida)
Las Islas Venecianas (en inglés: Venetian Islands) son una cadena de islas artificiales en la bahía de Biscayne en las ciudades de Miami y Miami Beach, Florida al sur de Estados Unidos. Las islas son de oeste a este: Isla Biscayne (Miami), Isla San Marco (Miami), Isla San Marino (Miami Beach), Isla Di Lido (Miami Beach), Isla Rivo Alto (Miami Beach) y Belle Isle (Miami Beach). La isla del monumento de Flagler sigue siendo una isla deshabitada, construida originalmente en 1920 como monumento al pionero del ferrocarril Henry Flagler.  Las islas están conectadas por puentes desde la parte continental de Miami a Miami Beach.
El proyecto de las Islas de Venecia era mucho mayor de lo que existe hoy en día. El puente original (llamado el Puente de Collins) fue construido por el granjero y promotor John S. Collins con la asistencia financiera de varios donantes y el pionero de carreras Carl G. Fisher. Cuando se terminó, era el puente de madera más largo del mundo. El puente de peaje de madera de 2½ millas se abrió el 12 de junio de 1913.